# Tailandia en los Juegos Paralímpicos de Seúl 1988
Tailandia estuvo representada en los Juegos Paralímpicos de Seúl 1988 por diez deportistas masculinos.

## Medallistas
El equipo paralímpico tailandés obtuvo las siguientes medallas:
| Nombre       | Deporte   | Evento                  |
| ------------ | --------- | ----------------------- |
| Oro          |           |                         |
| —            |           |                         |
| Plata        |           |                         |
| Sakul Kumtan | Atletismo | Jabalina A3A9 masculino |
| Bronce       |           |                         |
| —            |           |                         |